# La rivincita di Fanny
La rivincita di Fanny (Hot News) è un film muto del 1928 diretto da Clarence G. Badger. Prodotto dalla Paramount Famous Lasky Corporation, aveva come interpreti Bebe Daniels, Neil Hamilton, Paul Lukas.

## Trama
Aspirante cineoperatore, Pat Clancy viene assunta da suo padre, un editore, per lavorare al Sun, provocando la reazione di Scoop Morgan, il miglior cameraman della testata, che si dimette per protestare contro l'assunzione di una donna. Quando Scoop viene preso dal Mercury, inizia un'accesa rivalità tra lui e Pat. La ragazza riesce a battere più volte il rivale ma, dopo aver riportato la notizia del furto di un gioiello dal turbante di un maharajah in visita nel paese, lei e Scoop vengono entrambi rapiti dal ladro, tale Clayton, che li porta a bordo del suo yacht. I due, dopo essere stati salvati, supereranno le reciproche rivalità per iniziare una storia d'amore.

## Produzione
La lavorazione del film, prodotto dalla Paramount Famous Lasky Corporation, ebbe inizio il 25 aprile 1928.

## Distribuzione
Il copyright del film, richiesto dalla Paramount Famous Lasky Corp., fu registrato il 14 luglio 1928 con il numero LP25446. Nello stesso giorno, distribuito dalla Paramount Pictures, il film uscì nelle sale statunitensi. In Danimarca, fu distribuito il 26 novembre 1928 con il titolo Film, Fut og Fart. Nel 1929, il film uscì (con il titolo Das Mädel mit der Kamera) anche in Austria e in Germania. Sempre nello stesso anno, fu distribuito in Irlanda (12 aprile), Ungheria (5 settembre, come Moziriporter), Finlandia (16 settembre, come Kameratyttö) e Portogallo (19 novembre, come Caçador de Imagens). Nel 1929 uscì anche in Italia, distribuito dalla Paramount con il visto di censura numero 25100. Non si conoscono copie ancora esistenti della pellicola che viene considerata presumibilmente perduta.